# Leprosy
Leprosy is het tweede album van de Amerikaanse band Death. Het album is uitgebracht in 1988. Het heeft een vrijwel identiek geluid aan Scream Bloody Gore, maar de thrashmetal elementen zijn hier grotendeels weg.

## Tracklist
1. Leprosy - 06:19
2. Born Dead - 03:25
3. Forgotten Past - 04:13
4. Left to Die - 04:35
5. Pull the Plug - 04:25
6. Open Casket - 04:53
7. Primitive Ways - 04:20
8. Choke on It - 05:54

## Credits
- Chuck Schuldiner - Gitaar, bas, zang
- Rick Rozz - Gitaar
- Bill Andrews - Drums